# Discursos de Max Weber

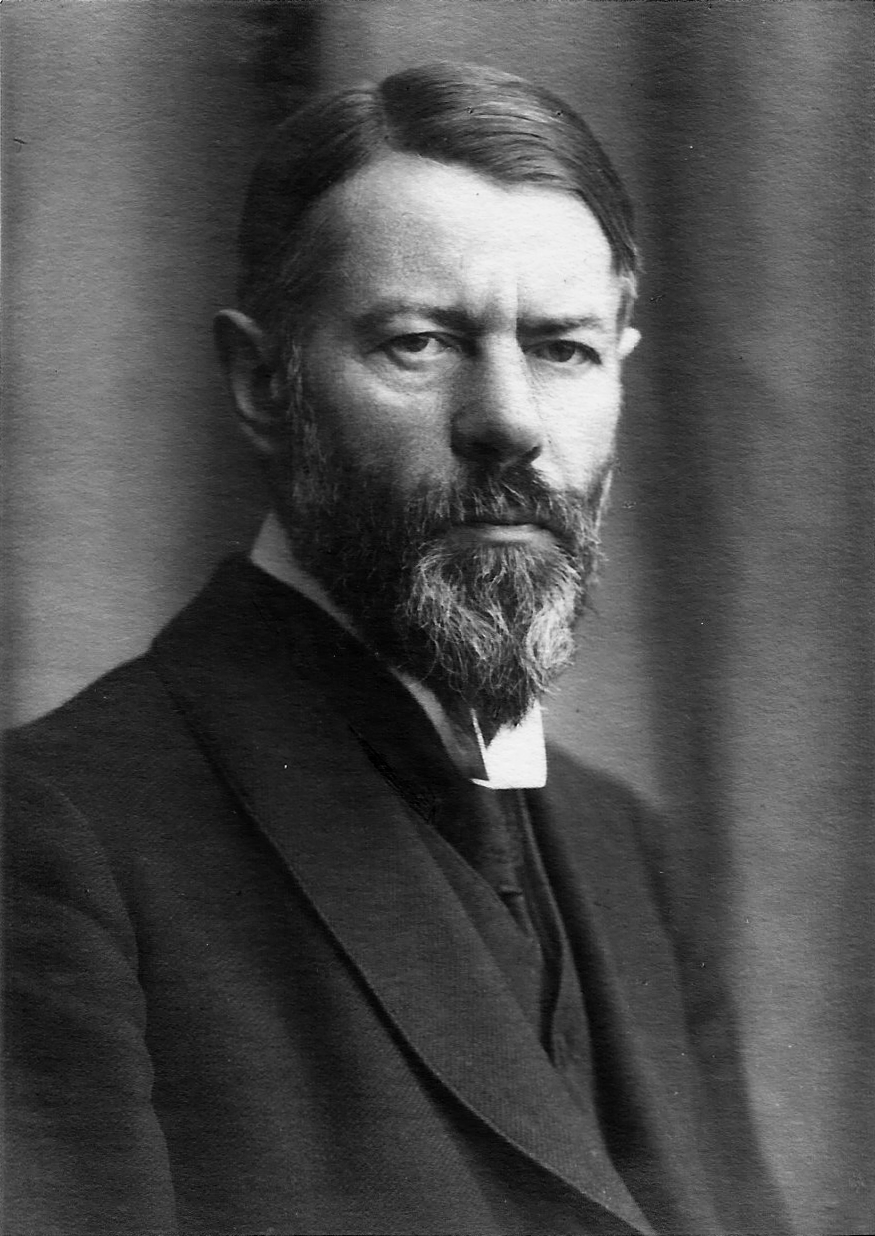
Max Weber en 1918.

Max Weber influyó en la sociedad y la política alemanas a finales de la década de 1910. Algunos de sus discursos y artículos causaron una gran impresión en sus oyentes, como La ciencia como vocación y La política como vocación, entregado a la Universidad de Múnich a finales de la década de 1910. Weber fue un prolífico orador y conferenciante, e hizo muchos discursos en su papel de académico, político y nacionalista alemán.

## Discursos públicos notables

### Discurso al Comité Nacional Alemán (1 de agosto de 1916)
El canciller von Bethmann Holweg fundó el Comité Nacional Alemán para dar voz a la oposición a la anexión a gran escala. Los grupos de derecha estaban presionando al gobierno para que exigiera grandes conquistas para Alemania y una derrota total de los aliados. No querían compromisos con los aliados.
Weber se convirtió en miembro de este Comité, que desde un principio se mostró impotente porque los objetivos de la guerra no eran discutibles para este Comité. Weber rompió la regla durante su primer discurso en Nuremberg.
Dijo a los oyentes que no era miembro del Comité. Quería que la política alemana hiciera lo que es justo. La guerra no debería durar una hora, porque mucha gente está sufriendo en las trincheras. Weber se declaró abiertamente en contra de la guerra submarina desenfrenada.
Se pueden aprender tres lecciones de la guerra. La primera es que el dinero fue el principal motivo de la guerra. En segundo lugar, la industria y los capitalistas fueron muy importantes para el esfuerzo bélico. En tercer lugar, el estado es más importante que la nación, porque el estado gobierna la vida y la muerte de sus súbditos. Pero cuando el estado y la nación se combinan, el estado tiene más poder. Los malos resultados de los esfuerzos de guerra austro-húngaros en comparación con Alemania fueron un ejemplo de esto.
Alemania luchó en esta guerra para convertirse en una gran potencia en Europa Central. Alemania debe ser responsable del trato honorable de las pequeñas naciones de Europa Central y de evitar la subyugación política. Quería que las naciones pequeñas permanecieran principalmente políticamente independientes, pero la economía alemana debería ser predominante. De esta manera, Alemania podría tener un resultado duradero al ganar la guerra.

### Discurso en Múnich (5 de noviembre de 1917)
Después de enterarse del casi colapso de Austria-Hungría, Weber abogó por la paz durante una reunión masiva en Múnich.
“No hablo como científico sino como político. Como profesor en una universidad, no tengo ninguna autoridad especial en política, como un almirante cuando no puede ver las cosas más importantes, o un trabajador común.
La amenaza de los 'Alldeutschen' es que suelen tener la mayor influencia sobre el gobierno. Los Alldeutschen están orgullosos de haber visto venir esta guerra durante mucho tiempo. No fueron los únicos, pero estuvieron entre los instigadores de la guerra. Creían que la política se debía hacer con boca grande. Los pequeños esfuerzos de la política alemana se lograron con mucho ruido; nuestros enemigos han logrado mucho más sin ruido. La política de Alldeutsche, por ejemplo, durante la Guerra de los bóeres impidió que llegáramos a un acuerdo con Inglaterra. El odio contra Inglaterra se dirigió principalmente hacia la constitución inglesa. "Por el amor de Dios, ninguna alianza con Inglaterra, eso solo nos traería el parlamentarismo". De esta manera, los motivos políticos internos se convirtieron en la base de la política exterior u otra política.
De la mano de estos temores de la constitución inglesa hubo un cortejo inútil de la Rusia del zar, que nos trajo el odio de los liberales rusos y el desprecio del gobernante autocrático.
Los motivos políticos internos son responsables de esta política exterior, lo demuestra la agitación submarina de Alldeutschen. Comenzó cuando se anunció la reforma electoral. ¿Fue esto una coincidencia? En ambas preguntas vemos a los mismos enemigos de Bethmann. Desde el momento en que la guerra submarina fue una posibilidad política y diplomática, llegaron las profecías. Los jefes militares nunca se unieron a la agitación, pero la aceptaron. Sabían que el fin de las profecías tendría más efecto en la moral que una resolución de paz. Junto con la guerra de los submarinos llegó el telegrama de México. ¿Quién defendió a Zimmermann después de este error capitalino? ¡Siempre era el mismo grupo!
Hoy acusan a la mayoría del parlamento de querer un 'Hungerfrieden' (literalmente, "paz hambrienta"). Nunca deberíamos aceptar una "paz de hambre", pero si los países extranjeros piensan que aceptaremos una "paz de hambre", entonces este grupo es responsable de desacreditar la política del parlamento con la palabra "paz de hambre".
Los Alldeutschen quieren que sigamos una política de anexión sin ninguna consideración de nuestros aliados. El joven emperador  Charles de Austria-Hungría se quejó después de la revolución rusa de que no tiene nada que decir. El emperador Carlos tiene una opinión diferente a Italia y Rumanía, quienes declararon la guerra a Alemania, pero una alianza entre Austria y una Alemania de Alldeutschen sería muy débil. La consideración de nuestros aliados fue una de las razones más importantes de la decisión del parlamento el 19 de julio; hoy se puede decir fácilmente. Los enemigos de un acuerdo saben que la mayoría parlamentaria tuvo que mantener en secreto su motivo; por tanto, su agitación era aún más condenable.
El sistema burocrático que nos gobernó hasta ahora ha llegado con el nombramiento del conde Hertling (el nuevo canciller de Alemania). Tendremos que averiguar si es un partidario o un estadista en la política interna. Pero damos la bienvenida a su nombramiento, porque respondió a la propuesta papal de que está a favor de un acuerdo de paz. También le damos la bienvenida, porque el partido más fuerte del parlamento (los conservadores) ya no puede negar su responsabilidad. Esperamos del Conde Hertling que mantenga una fuerte columna vertebral contra un gobierno en la sombra irresponsable. Bismarck solía quejarse de la interferencia de los militares en la política. Nuestro liderazgo militar es brillante; tenemos plena confianza en nuestras fuerzas armadas, pero no cuando se trata de cuestiones políticas.
Esperamos que el Conde Hertling mantenga una fuerte conexión entre el gobierno y el parlamento, de modo que se pueda evitar un fallo de comunicación como el del 19 de julio. Cuando existe esta conexión entre el gobierno y el parlamento, ya no necesitamos un organismo de control como el Siebenerausschuss, que está encabezado por Michaelis. Esperamos que el Conde Hertling comprenda la necesidad de la democracia. Esta democracia no aceptará una paz vergonzosa; nuestros sucesores no lo tolerarán. Queremos hacer política mundial, pero solo un Herrenvolk (nación de líderes) es capaz de hacerlo. No un Herrenvolk en el sentido de la idiotez de Alldeutschen, sino simplemente una nación que controla fuertemente su propia administración. El movimiento Alldeutscher solo conducirá a una nueva despolitización de la nación. Como una nación madura y libre, queremos alistarnos en el grupo de los Herrenvoelker de la tierra.